# Artificieel rif
.

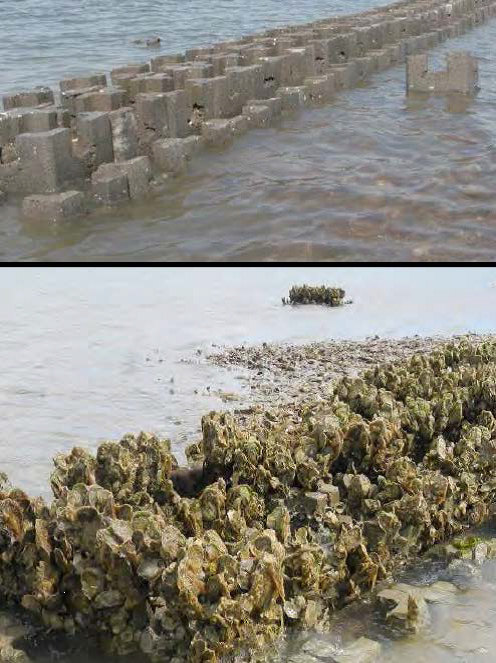
Voor en na: een artificieel oesterrif

Een artificieel rif is een onderwaterstructuur die gemaakt is door de mens, meestal om een ecosysteem op te bouwen in een zone met een vlakke bodem, erosie onder controle te houden, doorgang voor de scheepvaart te blokkeren of een surfgolf te ontwerpen. Vele riffen zijn gemaakt uit voorwerpen met een compleet andere initiële bedoeling, bijvoorbeeld boorplatformen, schepen, of verouderde metrowagons. Andere riffen zijn gebouwd uit pvc of beton. Scheepswrakken kunnen artificiële riffen worden als ze op de bodem blijven liggen. Onafhankelijk van de constructiemethode bestaan artificiële riffen meestal uit harde oppervlakten waaraan algen en ongewervelde dieren zoals zeepokken, koralen, en oesters zich kunnen vastklemmen. De opgestapelde maritiem leven wordt dan een schuilplaats en een voedingsbron voor vissen.

## Geschiedenis
De constructie van artificiële riffen is duizenden jaren oud, de oude Perzen blokkeerden de monding van de Tigris om aan de Indiase piraten weerstand te bieden.
Om de hoeveelheid vis in de bestaande visgebieden te vergroten, om kelp te kweken of voor de algencultuur, werden al minstens sinds de 17de eeuw artificiële riffen in Japan gebruikt.

## Materialen
In deze tijden heeft afval, zoals oude koelkasten, winkelkarren, verongelukte auto’s en dergelijke, de plaats ingenomen van de houten balken.